# Ђорђе Петровић (сликар)
Ђорђе Петровић (Српске Моравице, 8. мај 1933 — Карловац, 7. јун 2015) академски сликар, најзначајнији југословенски акварелиста.
Ђорђе Петровић је рођен 8. маја 1933. године у Српским Моравицама у Горском Котару, а од 1935. године живи у Карловцу. Академију ликовних уметности завршио је у Загребу 1959. године у класи професора Јеролима Мише. Ликовним педагошким радом бавио се од 1960. до 2000. године. Самостално је излагао преко 40 пута, а на колективним изложбама преко 200 пута како на простору бивше Југославије тако и у иностранству.
Тематске преокупације од 1960–1982. године су му пејзажи из околине Карловца, мртве природе, затим циклуси: стари сат, импресије из Шпаније, харлекини, ентеријери и цртежи крејоном. У то време ради у техникама уља, акварела, пастела и крејона.
Од 1982. године акварели му постају основна техника у ликовном изражавању и подручје великог стваралачког истраживања. Мотиви су му пејзажи из карловачке околине, карловачке реке, пејзажи мора, драганићких рибњака, мртве природе и посебан циклус акварела под називом „Оставштина за будућност“, посвећен екологији.
Од 1990. године, због свих збивања и новонасталих ратних догађаја који га окружују, затвара се у простор свог атељеа у Карловцу, па му сликарство постаје и најбољи вид душевне терапије. У том времену настају неки нови циклуси у којима се осећа присутност атмосфере око њега и знатна промена његове палете.
Од 1992–2000. године настају циклуси „Време пијаца“ (акварели и уља), „Маскенбал“ (гваш), „Киша“, „Људи и кишобрани“ (акварели и уља), циклус цртежа „Манастир Гомирје" (крејон), „Водене хоризонтеле“ (акварели), циклус „Маслине“ (пастел) и други.
За свој рад је примио двадесетак награда и признања. Члан је Хрватског друштва ликовних умјетника (ХДЛУ).